# 阿卡湖

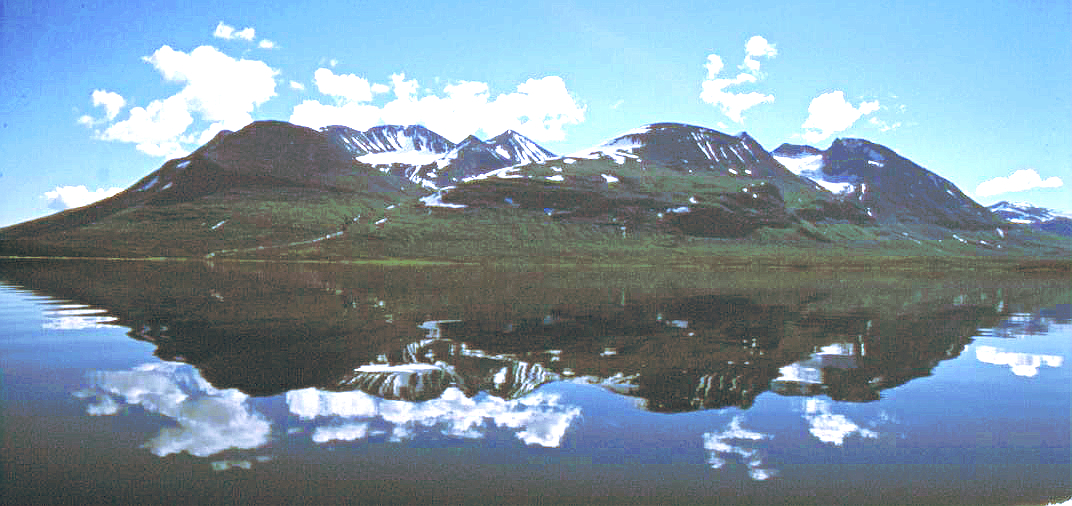

阿卡湖（瑞典語：Akkajaure）是瑞典的水庫，位於該國北部北博滕省，長60公里、寬5公里，面積266平方公里，海拔高度453米，平均水深30米，最大水深92米，蓄水量4.65億立方米。
67°38′07″N 17°38′29″E / 67.6353°N 17.6414°E